# Manuel Francisco de Barros e Sousa Santarém
Pour les articles homonymes, voir Barros.
Manuel Francisco de Barros e Sousa, vicomte de Santarém (1791-1856) est un historien, diplomate et homme d'État portugais.

## Biographie
Né à Lisbonne, il accompagne la famille royale au Brésil lors de l'invasion française en 1807. Installé à Rio de Janeiro, il prend goût aux recherches historiques, spécialement aux archives diplomatiques.
En 1811, il est nommé conseiller d'ambassade au Congrès de Vienne, mais est retenu au Brésil au moment d'embarquer afin de rédiger pour ce Congrès des mémoires sur les possessions portugaise en Amérique du Sud et sur la question d'Olivenza. En 1817, il est envoyé à l'ambassade de Paris, puis comme chargé de mission à Copenhague en 1819. Il rentre au Portugal mais, étranger aux idées du vintisme, il le quitte de nouveau à la suite de la révolution libérale de 1820 et s'installe à Londres, puis à Paris où il continue son étude des archives diplomatiques portugaises.
Il revient à Lisbonne en 1821 où il est nommé directeur général des archives de Lisbonne, et refuse en 1823 l'ambassade aux États-Unis qu'on lui propose.
À la mort de Jean VI, la régente Isabelle Marie le nomme ministre d'État (correspondant au poste de chef de gouvernement) car elle le considère comme un modéré, certes opposé à la révolution de 1820 mais qui s'est accommodé des gouvernements constitutionnels suivants. Mais la déstabilisation croissante du régime vintiste le pousse à la démission dès le 5 septembre.
Quand don Miguel s'empare de la régence en 1828, il est nommé ministre des Affaires étrangères, mais il est démis en 1833 en raison de sa modération. À la chute de don Miguel, il quitte le Portugal avec lui en 1834, et vient se fixer à Paris.
Là, il renoue avec ses études d'histoire et forge le terme de « cartographie ». Il produit diverses œuvres pour soutenir la politique d'outre-mer des gouvernements libéraux portugais, souvent à la demande de ceux-ci malgré sa situation d'exilé.

## Œuvres
- Análise histórico-numismática de uma medalha de ouro do imperador Honório, do quarto século da era cristã, Falmouth;
- Memórias cronológicas e autênticas dos alcaides-mores da vila de Santarém, desde o princípio da monarquia até ao presente, Lisbonne, 1825;
- Notícia dos manuscritos pertencentes ao direito publico externo diplomático de Portugal, e à historia e literatura do mesmo país, que existem na. Biblioteca Real de Paris, e outras da mesma capital, e nos arquivos de França, examinados e coligidos, Lisbonne, 1827 (réimprimé en 1865);
- Memória para a história e theoria das Côrtes geraes, que em Portugal se celebraram pelos três estados do reino; ordenadas e compostas no anno de 1824, Ire partie, Lisbonne, 1827 ; IIde partie, 1828;
- Alguns documentos para servirem de prova á primeira parte da Memória para a história e theoria das Côrtes geraes, que em Portugal se celebraram pelos três estados do reino, Lisbonne, 1828;
- Alguns documentos para servirem de prova á segunda parte da Memória para a história e theoria das Côrtes geraes, que em Portugal se celebraram pelos três estados do reino, Lisbonne, 1828;
- Lettre a Mr. Mielle, officier de l'Université de France, etc., sur son projet de l'Histoire religieuse et litteraire des Ordres monastiques et militaires, Paris, 1835;
- Notes additionelles de Mr. le Vicomte de Santarem à la Lettre qu'il adresse a Mr. le Baron Mielle, Paris, 1836;
- De l'introduction des procédés relatifs à la fabrication des étoffes de soie dans la Péninsule hispanique sous la domination des Arabes, Paris, 1838;
- Analyse du Journal de la navigation de la flotte qui est allée à la terre du Brésil de 1530 a 1532 pour Pedro Lopes de Sousa, publiée pour la première fois á Lisbonne par Mr. de Varnhagen, Paris, 1840;
- Introduccão e notas à Chronica do descobrimento e conquista da Guiné, por Azurara, Paris, 1841;
- Atlas composé de cartes des XIVe, XVe, XVIe et XVIIe siècles pour la plupart inédites, et devant servir de preuves à l'ouvrage sur la priorité de la découverte de la Côte Occidentale d'Afrique au-delà du Capo Bojador par les portugais, Paris, 1841;
- Memoria sobre a prioridade dos descobrimentos portuquezes na costa de África Occidental, para servir de illustração á « Chronica da Conquista da Guiné » por Azarara, Paris, 1841 ;
- Recherches sur la priorité de la découverte des pays situés sur la côte Occidentale d'Afrique, au-delà du cap Bojador, et sur les progrès de la science qéographique, après les navigations des portugais au XVe siècle, accompagnées d'un atlas composé de mappemondes, et de cartes pour la plupart inédites, dressées depuis le XIe siècle jusqu'au XVIIe siècle, Paris, 1842 ;
- Notice sur André Alvarez d'Almada et sa Description de la Guinée, Paris, 1842;
- Quadro elementar das relações políticas e diplomáticas de Portugal com as diversas potências do mundo, desde o principio da monarquia portuguesa até aos nossos dias, 17 volumes, Paris et Lisbonne, 1842-1863;
- Corpo diplomático português, contendo todos os tratados de paz, de aliança, de neutralidade, de trégua, de comércio, de limites, de ajuste de casamentos, de cessões de território e de outras transacções entre a coroa de Portugal e as diversas potencias do mundo, desde o principio da monarquia até aos nossos dias; 1re partie : Portugal et Espagne, Paris, 1846;
- Notice sur la vie et les travaux de M. da Cunha Barbosa, secrétaire perpétuel de l'Institut historique et géographique du Brésil, in Bulletin de la Société de Géographie, Mars 1847, Paris;
- Mémoire sur la question de savoir à quelle époque l'Amérique méridionale a cessé d'être représentée dans les cartes géographiques comme une île d'une grande étendue, in Bulletin de la Société de Géographie, Mars 1817, Paris;
- Examen des assertions contenues dans un opuscule intitulé « Sur la Publication des Monuments de la Géographie », 1847; Paris;
- Florida Blanca (Le Comte de), in Encyclopédie des gens du monde, tome XI, Paris;
- Recherches historiques, critiques et bibliographiques sur Améric Vespuce et ses voyages, Paris, sans date (basé sur l'essai Recherches sur Améric Vespuce, et sur ses prétendues découvertes em 1501 et 1503 publié dans le Bulletin de Ia Société de Géographie, n.º 11 Paris, 1836);
- Notice sur l'état actuel de la publication de l'Atlas de Mr. le Vicomte de Santarem, composé de mappe-mondes, de portulans et de cartes historiques, depuis te VI jusqu'au VIIIe siècle, pour la plupart inédites, tirées des manuscrits des différentes bibliothèques de l'Europe, pour servir, de preuves à l'Histoire de la Géographie du Moyen Âge, et à celle des découvertes des portugais, Paris, 1846;
- Rapport lu par M. le Vicomte de Santarem à la Societé Géographique sur l'ouvrage de M. Lopes de Lima intitulé: « Ensaios »
- Essais statistiques sur les possessions portugaises en outre-mer, in Bulletin de la Societé de Géographie, Mars 1846, Paris;
- Note sur la véritable date des instructions données à un des premiers capitaines qui sont allés duns l'Inde après Cabral, in Annales Maritimes de Lisbonne, cn.º 7, 1845 (et dans le Bulletin de la Société de Géographie, Septembre 1846);
- Rapport sur un Mémoire de M. da Silveira, relativement à la découverte des terres du Prêtre Jean de la Guinée par les Portugais, Paris, 1846 ;
- Essai sur l'histoire de la Cosmographique et de la Cartographie pendant le Moyen Âge, et sur les progrès de la Géographie après les grandes découvertes du XVe siècle, pour servir d'introduction et d'explication à l'Atlas composé de mappemondes et de portulans, et d'autres monuments géographiques depuis le VIe siècle de notre ère jusqu'au XVIIe, Paris, tome I, 1849; II, 1850; III, 1852;
- Demonstração dos direitos que tem a corôa de Portugal sobre os territórios situados na costa Occidental d'Africa, entre o 5.º grau e 12 minutos e o 8.º de latitude meridional, Lisbonne, 1855.